# Spring Valley (Ohio)
Spring Valley è un villaggio degli Stati Uniti d'America, situato nello stato dell'Ohio, nella contea di Greene.